# Cangkring (Ngadirojo)
Cangkring is een bestuurslaag in het regentschap Pacitan van de provincie Oost-Java, Indonesië. Cangkring telt 925 inwoners (volkstelling 2010).